# Arabis aculeolata
Arabis aculeolata är en korsblommig växtart som beskrevs av Edward Lee Greene. Arabis aculeolata ingår i släktet travar, och familjen korsblommiga växter. Inga underarter finns listade i Catalogue of Life.

## Bildgalleri

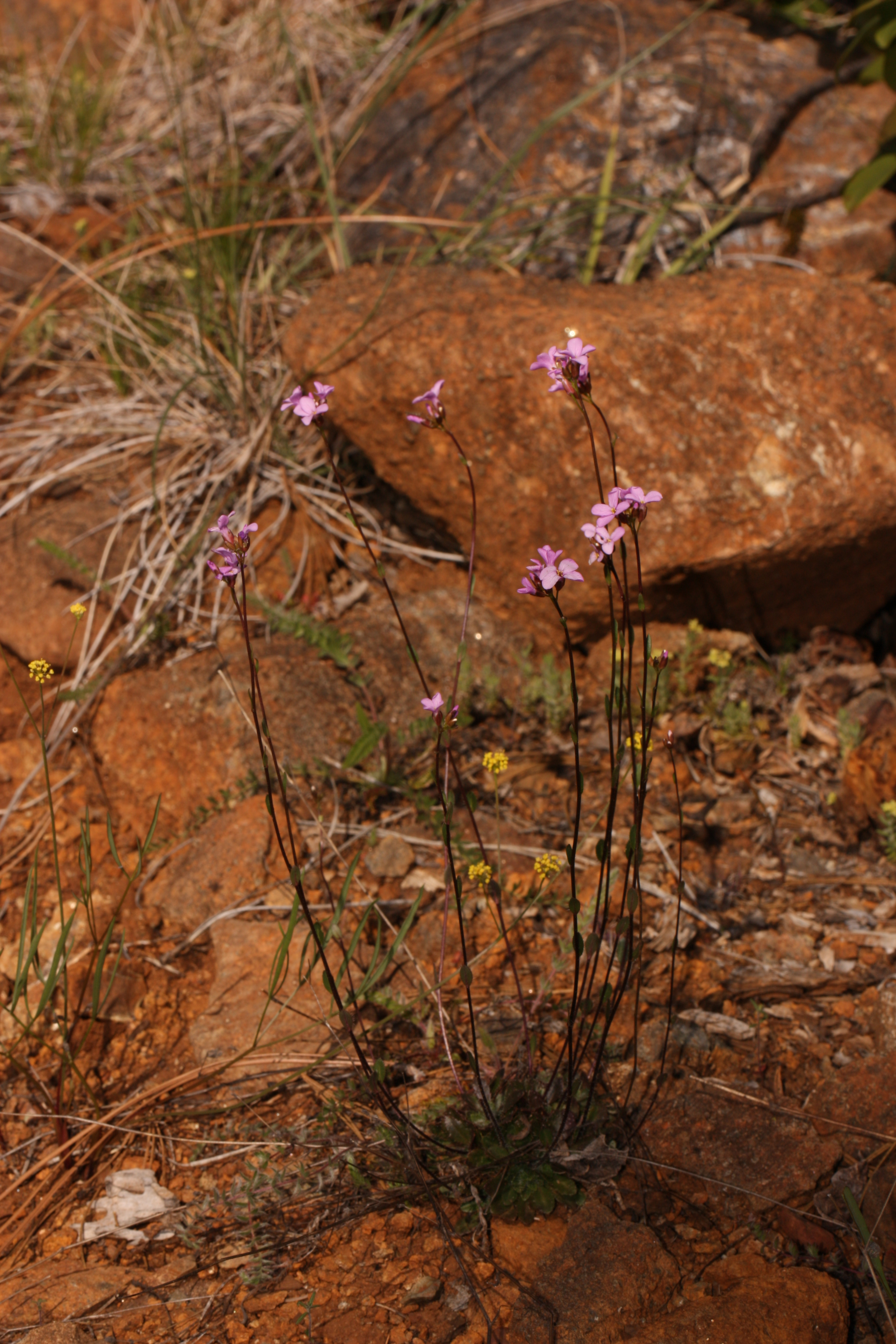
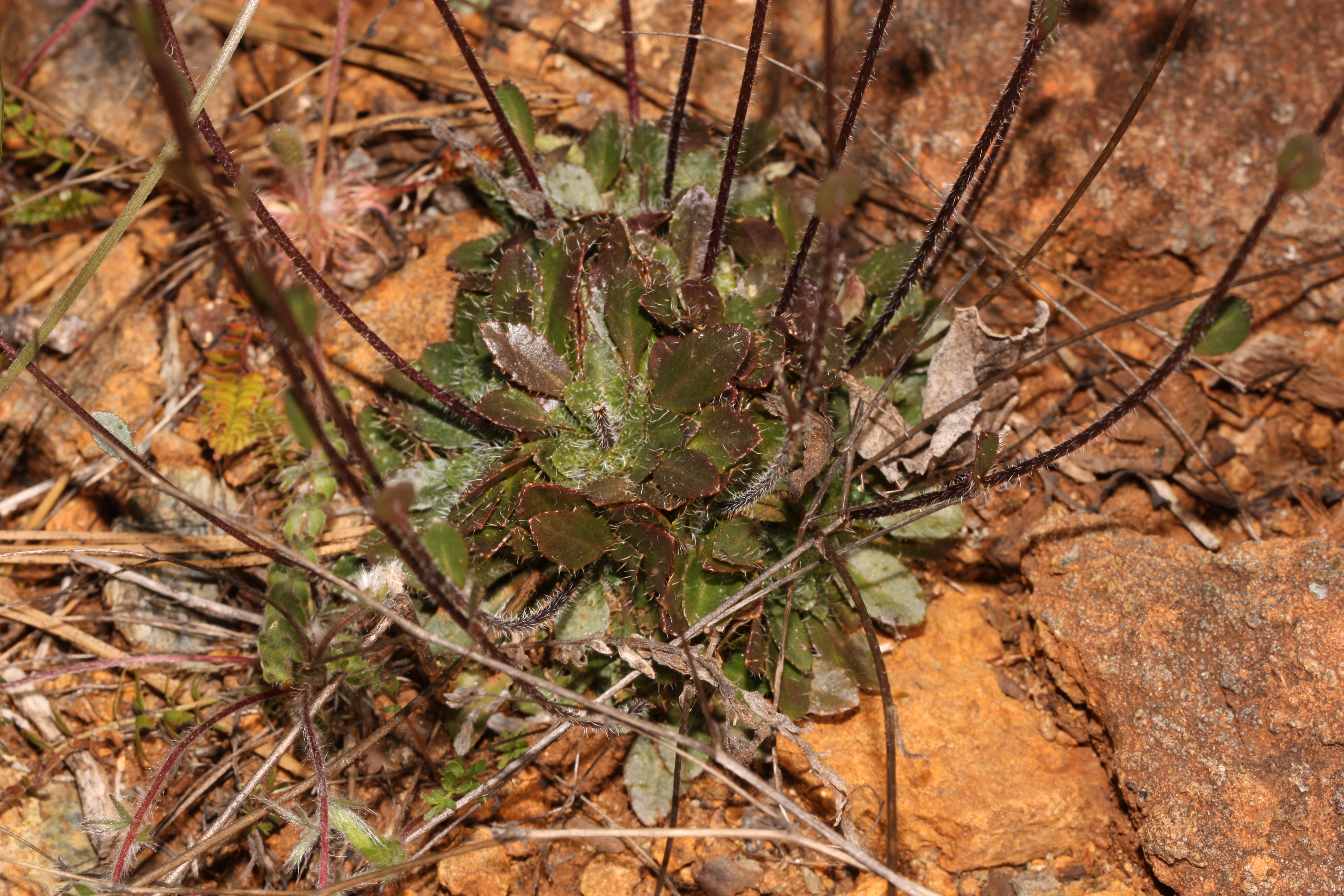
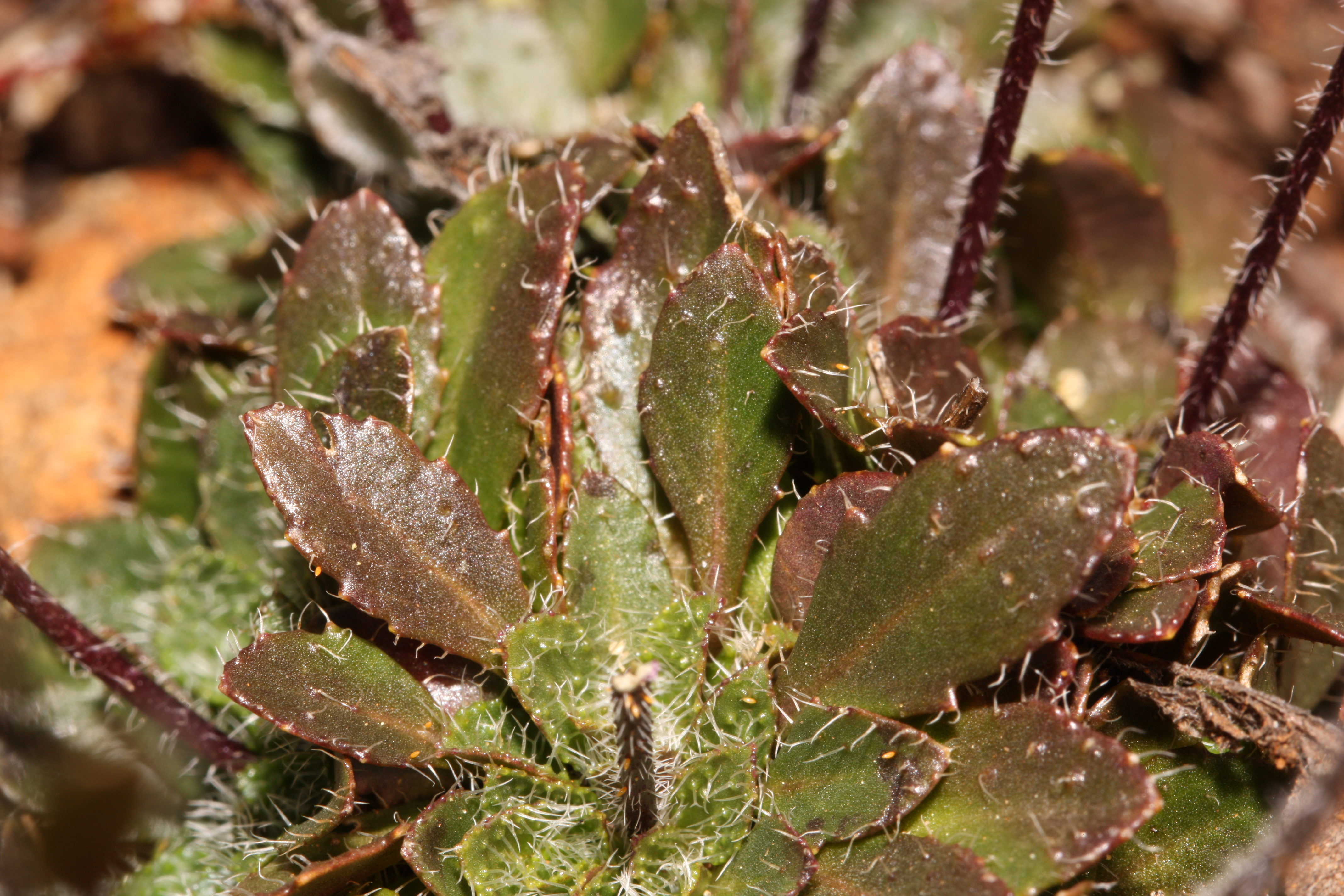
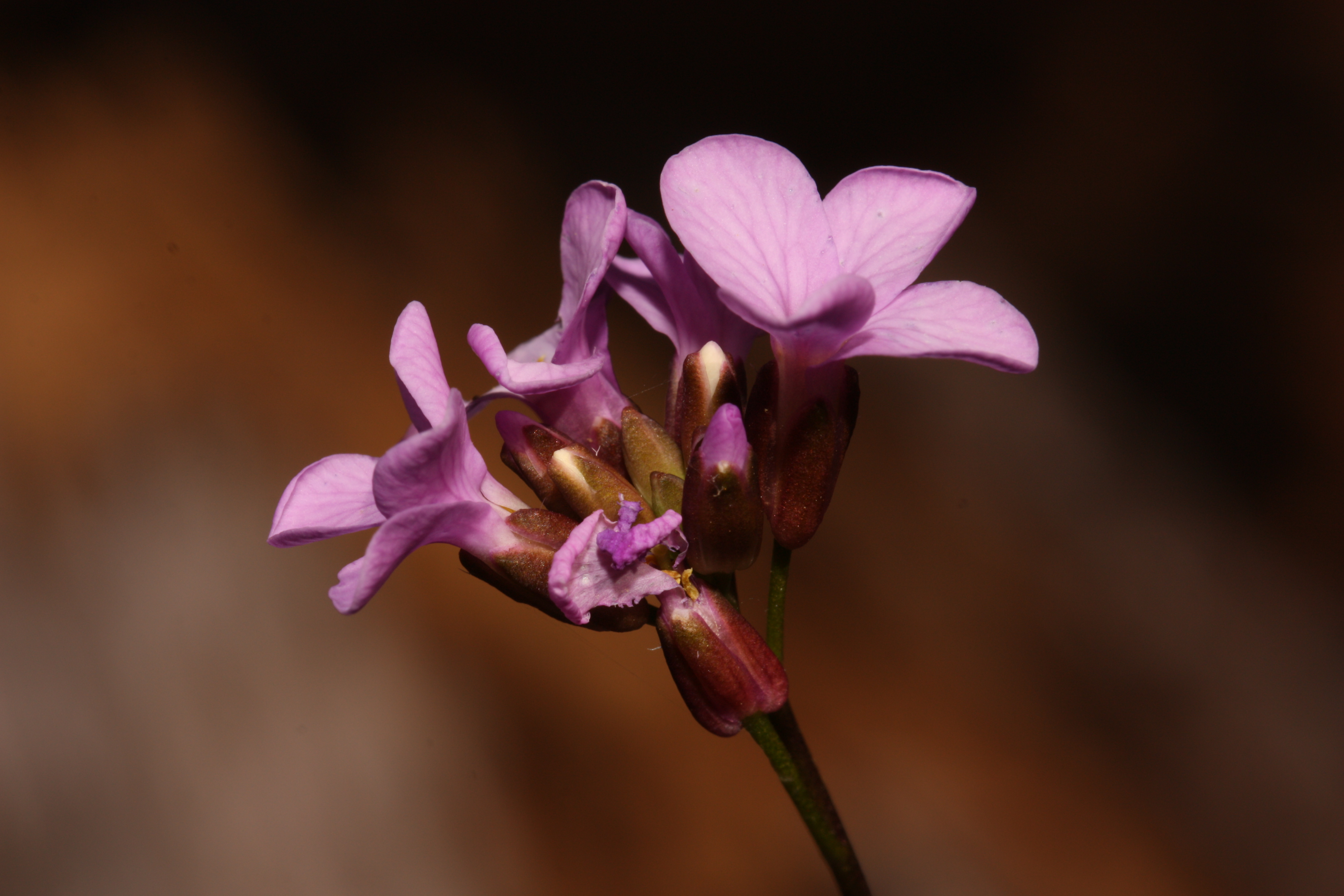
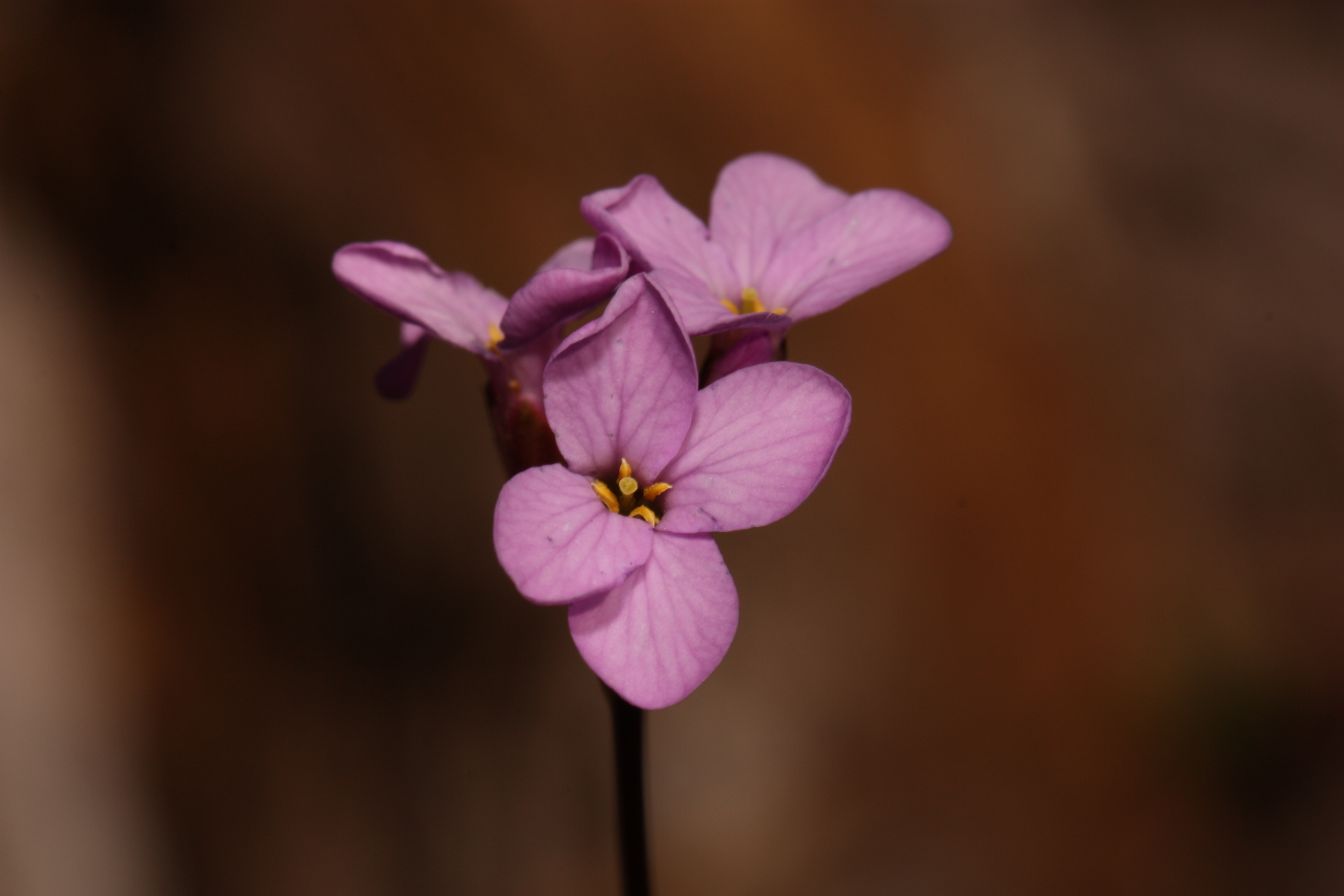
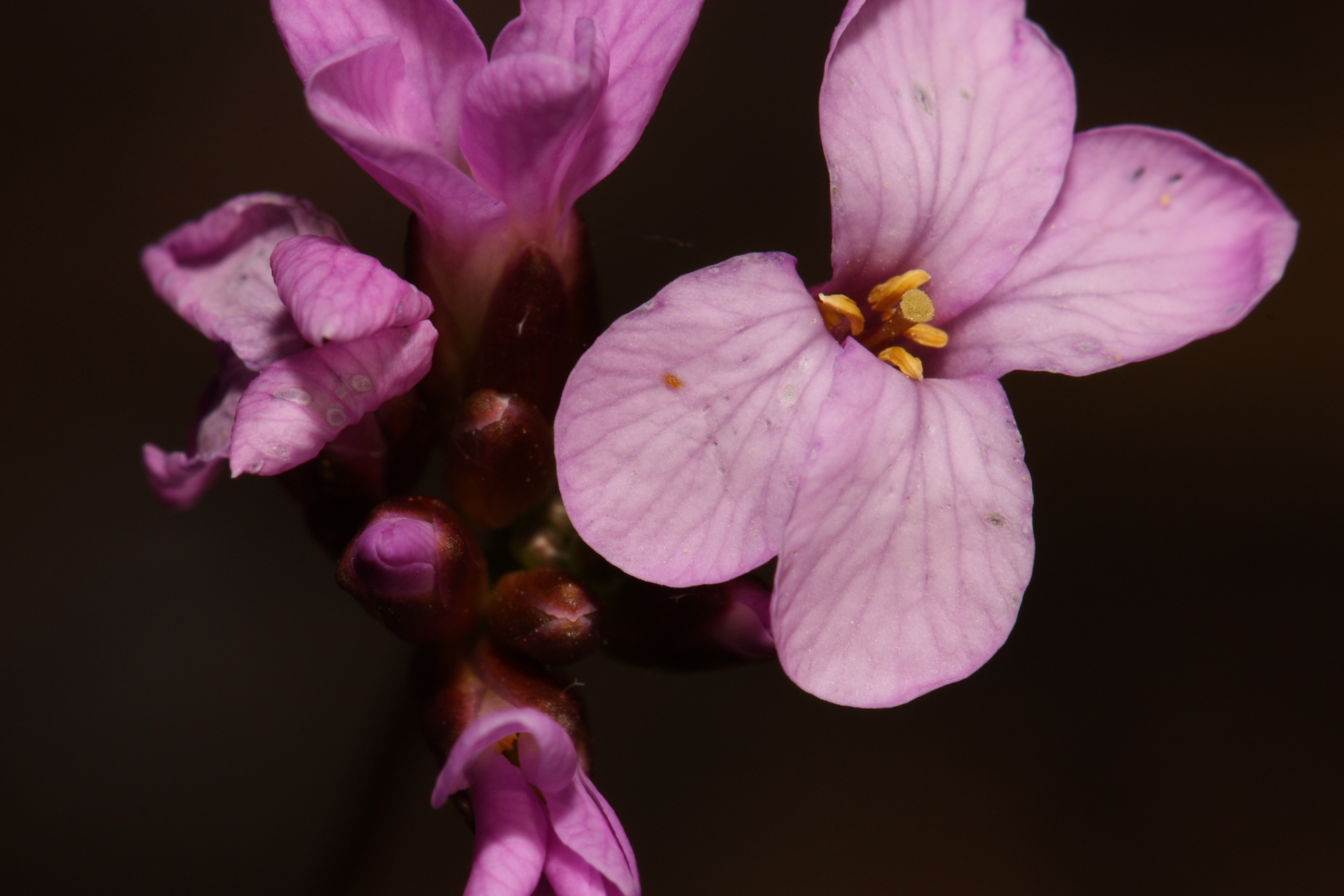